# Khutulun
Khutulun (ca. 1260), també coneguda com a Aigiarne (literalment significa "llum de lluna"), Aiyurug, Aijaruc o Khotol Tsagaan, fou una princesa mongola del segle xiii. Filla de Khaidu i neboda de Khublai Khan. Compartia els valors tradicionals nòmades de son pare, en contrast als valors de son oncle Kublai. A més seguí son pare sent així una persona formada en l'estil de vida militar arribant a acompanyar-lo en les conquestes. Fou descrita per Marco Polo com una persona "molt bella, però també tan forta i brava que en tot el domini de son pare no havia home que podera véncer-la en els combats de força". Tal com les nobles mongols de l'època, ella no era submisa a l'opinió d'una autoritat masculina, sinó que podia dir allò que pensava. En quant al seu comportament més destacable fou la prova que passava als seus pretendents: enfrontar-se amb ella a un combat apostant cent cavalls amb les condicions de que si perdien contra ella, li entregaven els cavalls, mentre que si el pretendent era vencedor, ella acceptaria casar-s'hi. Algunes fonts diuen que acumulà 10.000 cavalls en propietat a causa d'aquesta prova. El 1280 un príncep es va sotmetre a la prova, perdé i se n'anà ràpidament per vergonya deixant mil cavalls per a la seua propietat. Segons una font ella estava enamorada del rei persa Khazan.
Rashid-al-Din Hamadani, filòsof i historiador persa contemporani, escriví sobre ella.

## Khutulun a la cultura popular
Giacomo Puccini es basà en ella per a crear un personatge per a la seua òpera Turandot.
A la sèrie del 2014 Marco Polo hi és representada com a personatge, sent interpretada per Claudia Kim.